# Vendvidék
A történelmi Vendvidék nagyobb részével a Muravidék című szócikk foglalkozik!
Nem sorolandó az Őrség nevű szomszédos tájegységhez!
A Vendvidék vagy Rábavidék (szlovénul Porabje, Slovensko Porabje, azaz Szlovén Rábavidék) néprajzi tájegység Vas vármegye területén, a Szentgotthárdi járásban, a Rába folyó mellett. Területe 94 km². A terület lakosairól, a magyarországi szlovénekről kapta a nevét, akiknek hagyományos magyar neve vendek.
A történelmi Vendvidék teljes területe a Rábavidék mellett a Muravidéket is magába foglalta, amely a trianoni békeszerződés óta Szlovénia része.
Hagyományosan a magyarországi szlovén kisebbség területe, de a szlovénok a Vendvidékről ma már eltűnőben vannak és a legutóbbi népszámlálási adatok alapján ma már töredékét teszik ki a lakosságnak. A többségi lakosságot főleg más településekről betelepült magyarok alkotják.
A Vendvidék egyedülálló természeti adottságokkal rendelkezik, mivel a szocializmus ideje alatt határsávként zárt terület volt, melyet elkerült az államosítás és a téeszesítés. Ma az Őrségi Nemzeti Park részeként természetvédelmi oltalom alatt áll és a határok megnyitásával fejlődésnek indult.
Kiterjedését tekintve nem kizárólag azokat a falvakat vehetjük, amelyekben jelenleg is szlovén nemzetiség él. Pável Ágoston és mások kutatásai kimutatták, hogy a Szentgotthárdtól keletre fekvő községek is éppúgy a Vendvidék részei, még ha csak magyar nemzetiségűek élnek ott. Bizonyítja ezt a falvak szlovén nevei, illetve néhány ott található szláv dülőnév, valamint elmagyarosodott szlovén családok, ugyanakkor egykori felmérések, amelyek szlovén etnikumot mutatnak ki a magyarok mellett. Tehát a Vendvidéket csupán hét településre leszűkíteni nem indokolja a szlovén nemzetiség jelenléte. A vidékkel foglalkozó prospektusok, könyvek, tájékoztatók nem közlik egyértelműen ezt a tényt, ezért sokak számára a Vendvidék Szentgotthárdtól nyugatra kezdődik, míg a többi települést gyakran helytelenül az Őrség részeinek tekintik, pedig sosem tartoztak hozzá.

## A Vendvidék települései

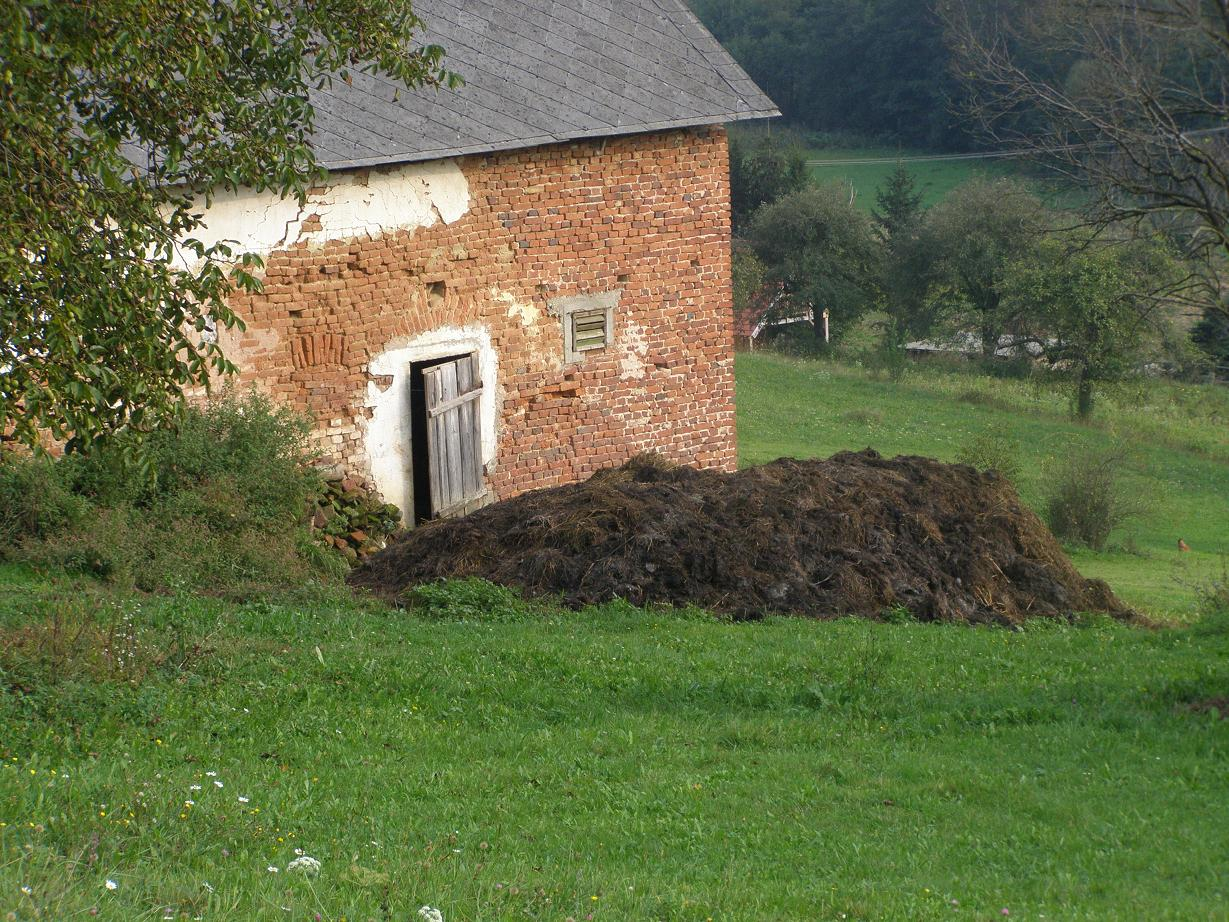
Régi, de még használatban levő istálló Kétvölgyön, mögötte kaszálórét.

### Alsószölnök
Alsószölnök nemzetiségileg a legösszetettebb faluja a Vendvidéknek. Magyar, német és szlovén lakossága van, az itteni vend nyelvjárásban fordulnak leginkább elő német nyelvi elemek. Részben itt zajlott le a híres szentgotthárdi csata, amikor a falut csaknem teljesen porig rombolták. A világháború utáni kitelepítések hatására a németek nagyobbrészt kisebbségbe került a másik két nemzetiséggel szemben.

### Apátistvánfalva
A Vendvidék második legnagyobb települése. Itt található a vidék legmonumentálisabb szakrális műemléke az Harding Szent István templom.

### Farkasfa
Lakossága ma már többségében magyar, de még a 20. században és azelőtt is éltek szlovének. Történelmi kapcsolatai miatt szintén a Vendvidék részének tekinthető.

### Felsőszölnök
A Vendvidék legnagyobb és legjelentősebb községe. Magyarország legnyugatibb pontja található itt, amelyet az ún. Hármashatárkő (Tromejnikamen) jelez, ahol Ausztria, Magyarország és Szlovénia határai találkoznak össze, de ez a hely korábban éles határát jelképezte a nyugati és keleti (szocialista) világnak, s ez elszigetelte a vidéket.

A faluban élt a magyarországi szlovének egyik legjelentősebb irodalmára Kossics József.

### Jánoshegy
Felsőszölnök részét képező történelmi település. Ivánfalva néven is szerepelt, mivel a szláv nyelvekben az Iván keresztnév gyakran a János megfelelője.

### Kétvölgy
Két történelmi településből alkotja, s neve többször változott az idők folyamán. A faluban élt az utolsó Vendvidéki fazekas, Doncsecz Károly.

#### Permise
A legnépesebb része a falunak, állítólag már 13. század végén említették a források. 1944-ben Vashegyalja néven egyesült Ritkaházával, két évvel később különváltak, de Permise megtartotta a Vashegyalja nevet. 1950-ben véglegesen egyesültek, s egy év múlva keresztelték őket Kétvölgy-re.

#### Ritkaháza
Eléggé ritkán lakott település, bár a 19. században még népesebb volt, mint Permise. 1950-ben mikor egyesítették őket, ideiglenesen a Ritkaháza nevet kapta a község.

Egykori központjában mai ott áll a haranglábja, amely 2007-ben felújításra került.

### Orfalu
A Vendvidék legkisebb községe, a 20. század elején még háromszázan laktak a faluban. A központjában álló harangláb a faluban címerében is megtalálható. A falu az Őrség és a Vendvidék határát őrzi, végében található a táj legszebb és legértékesebb természeti értéke a láppá változott Fekete-tó, ahol a legenda szerint egy templom süllyedt el.

### Rábakethely
Nagyobbrészt magyar lakosságú, viszont temploma, amely a ciszterek korából való összefogta a vendvidéki falvakat hosszú évszázadokon át. Ezen történelmi gyökér alapján a Vendvidék részét képezi. 1950 óta Szentgotthárd része.

### Rábatótfalu
A legrégebbi község, a 13. század első felében említik az írásos források. Egykor Apátistvánfalva előtt a második legnagyobb községnek számított. 1983-ban Szentgotthárdhoz csatolták, jelenleg a város szlovén lakosainak nagyobb hányada itt él.

### Szakonyfalu
A szlovének mellett roma kisebbsége is van, amelyek többségében vend nyelvjárást beszélnek. Itt volt 1664-ben a oszmán hadsereg hídfője szemben a túlparton álló birodalmi, osztrák, francia és más csapatokkal szemben. Ekkor a falu még délebbre helyezkedett el.

### Szentgotthárd
Bár etnikailag nem szlovén, de történelmi és más szempontok alapján szorosan kapcsolódik a Vendvidékhez. Az itt kolostort alapító ciszter szerzetesek birtokolták a Vendvidéket és ők telepítették a szlovéneket a területre. A város gazdasági központja még ma is a Vendvidéknek.

### Újbalázsfalva
Az 1930-as években Apátistvánfalvával egyesítették. A község neve a 19. században nem található meg a térképeken, mivel 1889-ig a Börgölin nevet viselte a település. Ezt magyarosították Balázsfalvá-ra. Az effajta névváltoztatás országszerte folyt, a Muravidéken a községek neveinek nagy részét így változtatták el.

### Zsida
Korábban egy települést alkotott a szomszédos Zsidaheggyel. Mindkét helyen éltek korábban szlovének.

### Zsidahegy
Szentgotthárd része, szintén ciszterci birtok volt és volt szlovén lakossága, többek között ez is tekinthető a Vendvidék részének.

### Egyéb kapcsolódó községek
A mostani, vagy történeti Vendvidék részének tekinthető sok más község, melynek etnikuma magyar, de régen szlovénok is lakták és voltak szlovén neveik. Ebbe pedig nemcsak Szentgotthárd, Rábakethely, vagy Zsidahegy tartoznak. A ciszterek ugyanis nem kizárólag ezekbe a falvakba telepítettek szlovéneket, vagy más szlávokat, egykor például Nagyfalva (Mogersdorf), Gyanafalva, sőt az Őrségben Velemér is többségében szlovén volt.

Kutatások szerint az 1270-es években az Őrségben 18 falu lakosságának a negyede szlovén volt. A 20. században tíz százaléknyi lakosság fordul elő több faluban Szentgotthárd környékén, melyeknek még van szlovén neve is, így Csörötneknek (Čretnik), Szalafőnek (Sola), Rönöknek (Renik, Rönik), Rábagyarmatnak (Žormot, Žörmot), vagy Kondorfának (Kradanovci), tehát a Vendvidék kiterjedését nem szűkíthetjük le a hét falura.

## A vidék nevének eredete
A Vendvidék területét a 19. század előtt nem illették konkrét névvel a térképek. A terület az Őrség gyepűelve volt, amíg a ciszter szerzetesek nem kezdték el művelni, s Vas vármegye és Zala vármegye osztozott a történelmi Vendvidék területén. A térség évszázadokon keresztül zárt volt, ez kedvezett a vend nyelv kialakulásának és a sajátságos murai és rábai szlovén népi kultúrának.

A lakosság eredetét illetően körülbelül a 16. században alakulhatott ki az a nézet, miszerint ők az ókori germán vandálok leszármazottai. Ennek alapja az volt, hogy a németek (Stájerországban) „windisch” vagy „wendisch” névvel illették a szlovénokat és más szlávokat, ebből származtatják a vend név eredetét, ennek valójában a jelentése tót. Többek között Rábatótfalu egykori község német nevében maradt fenn (Windischdorf).
Bár a latin nyelvű források úgy jelölik meg a szlovén kisebbséget, hogy vandalicus, azaz vandál és a vizitációkban a vendvidéki népi tanítók által beszélt szláv nyelvet is lingua vandalicam néven jegyzik, a vidékre a vandál kifejezést sosem használták. Bár Nemesnépi Zakál György használja a vandál nevet, de csakis kizárólag az északi régióra (a mai Vendvidékre és Goričko területére): „…a' Kerka vize, A' melly a' Vandal Hegyek közt több apró patakotskákbul és forrásokbol veszi eredetét, és Hodosi, Kotormanyi, Davidházi, Sanyaházi és Bajánházi Helységeknek déli Határain foly keresztül…” Ezt azonban hivatalos dokumentumokból nem lehet fellelni. Bizonyos, hogy néhány helyi író, olykor szlovének is, magyar nyelven használta magára a vandál kifejezést, de a vendül írott munkákban a vandál megfelelője mindig a slovenski szó volt, mellyel a lakosság saját nyelvhasználatában magát illette.
A szombathelyi egyházmegye a 18. században kialakította a Tótsági Esperességi Kerületet, mely csak Muraszombat és a Kerka folyó vidékét foglalta magába, de a Tótság kifejezést használták az egész szlovénok lakta régió megnevezésére is. Ennek szlovén neve Slovenska okorglina volt.
A 19. században, amikor Zalát és Vast egy egyházmegyébe egyesítették, jött létre a Vendvidék, amely kezdetben egyházi közigazgatási területként funkcionált, és ezt követően Slovenska kraina néven emlegették. Ebben az időszakban még nem kapcsolódott szorosan a vend nyelvjárás a "vend" elnevezéshez, mivel ez a megnevezés még nem volt használatos. A Slovenska okroglina kifejezést, mint a Vendvidék egyik szlovén megfelelőjét, hosszú ideig használták, egészen az első világháború végéig. A Szlovenszka krajina (Slovenska krajina) elnevezéssel a helyi nemzetiségi vezetők autonóm terület kialakítására törekedtek. Sokak szerint ez a törekvés kizárólag Magyarországon belül jelent meg, azonban valójában Jugoszlávia, azaz Szlovénia területén is fontolgatták a vendvidéki autonómia lehetőségét.
A 19. század folyamán a vendkérdés egyre inkább politikai töltetet kapott, amelyet elsősorban a magyarok és szlovén támogatóik alakítottak ki, akik magukat vendeknek nevezték, és ezt a megnevezést a lakosság is elfogadta. Az elméletek cáfolták a vendek szlovén eredetét, annak ellenére, hogy egyre többen ismerték el tudományos körökben ezt az eredetet, céljuk pedig a Habsburg Birodalomban és Magyarországon élő szlovének közötti kapcsolat megakadályozása volt, ezzel egyidejűleg a pánszlávizmus terjedésének ellensúlyozása, ami Magyarország területi veszteségével járhatott volna. Trianon után ismét felmerült a "vend nem szlovén" elmélet, ezúttal őket nem szláv, hanem a magyarokkal azonosuló kelta népcsoportként ábrázolva, és a "vendski" kifejezést alkották meg szlovén megfelelőként, alaptalanul, amit azonban csak azok a lakosok használtak önelnevezésként, akik erősen szimpatizáltak a magyarsággal. Ezek mögött a lépések mögött a magyarosítás szándéka húzódott meg, amelynek célja a szlovén kisebbség teljes beolvasztása volt a magyarok közé.

Részben ezek a politikai elméletek miatt a magyarországi szlovének önkormányzatainak vezetői ma már nem használják a Vendvidék kifejezést a területre vonatkozóan, helyette a Slovensko Porabje, magyarul pedig Szlovén Rábavidék elnevezést alkalmazzák. Ismert még a Szlovénvidék vagy Szlovén Rábamente megjelölés is. A szlovén előtagot azért illesztik hozzá, hogy megkülönböztessék a vidéket a többi Rábamenti területtől, mivel a Rábavidék kifejezés nem kizárólag a Vendvidékre vonatkozik.

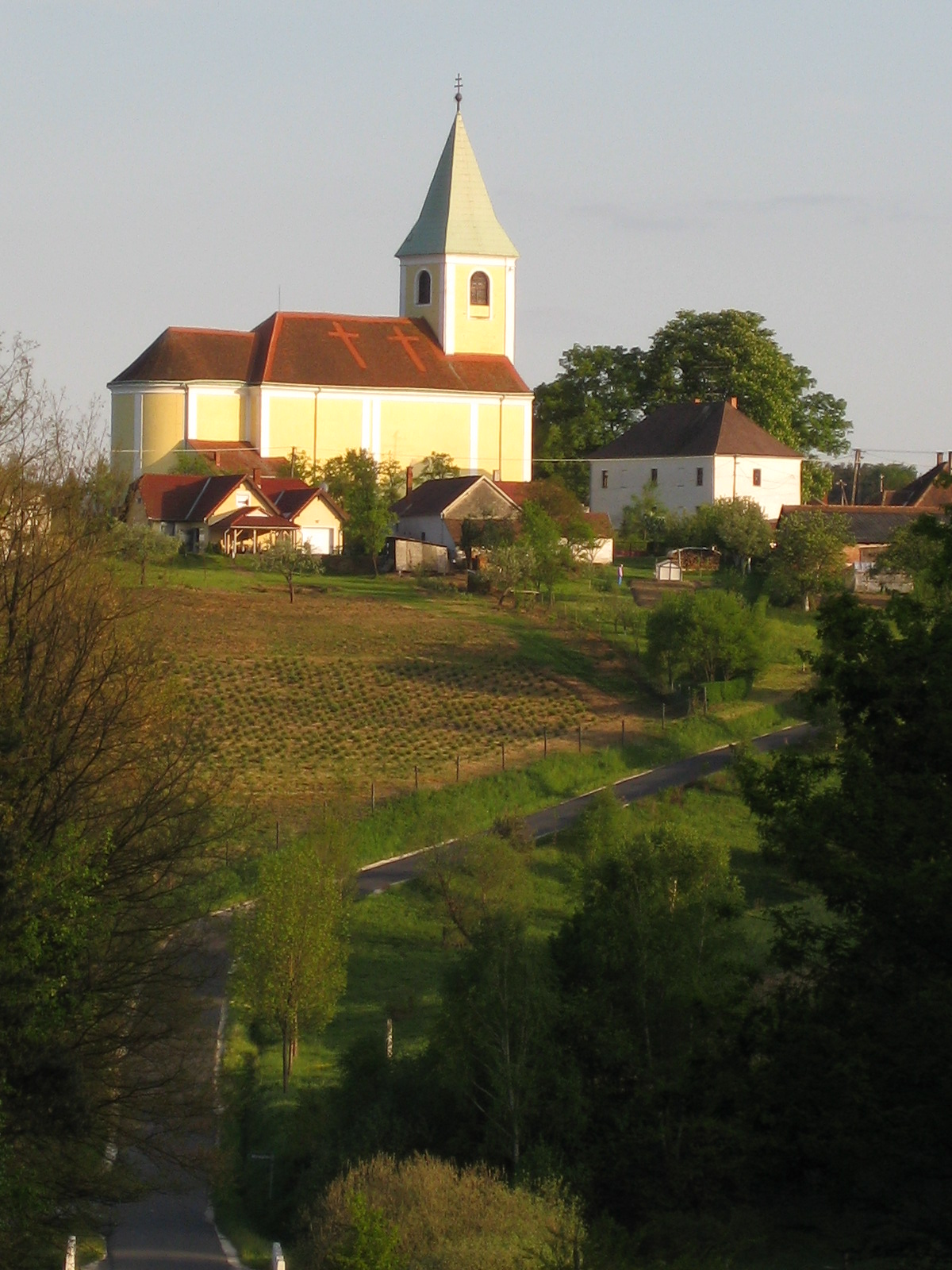
Apátistvánfalva és római katolikus temploma, a vidék egyik legszebb látványossága.

## Elhelyezkedése
A Vendvidék Magyarország legnyugatibb tája, a Nyugat-Dunántúl régióban, azon belül teljesen Vas vármegye területén. A dombvidék földrajzilag az Alpokalja részét képezi. Határát északon a Rába folyó, valamint az osztrák határ, délen a szlovén határ, keleten a Máriaújfalu–Farkasfa–Szalafő vonal képezi.

Az ország legnyugatibb szegletének számít. A legnyugatibb pont Felsőszölnök község, azon belül az ún. Hármashatárkő, melyet a trianoni döntés után állítottak fel közvetlenül az osztrák, szlovén és magyar határ találkozásánál. Itt kel fel a legkésőbb a nap, míg az ország legkeletibb pontján 27 perccel korábban.
Hivatalosan a rendszerváltásig Szakonyfalu számított az ország legnyugatibb pontjának, ahol egy erdészháznál még kopjafát is állítottak. Ennek kizárólagos oka az volt, hogy a Vendvidék jórésze határsávban feküdt, Ausztria és az akkori Jugoszlávia mellett, akikkel szemben az ország a szocialista rendszerben elszigetelődött, így ez a határmenti övezet nagyon zárt volt, ahol a hazafelé tartókat is ellenőriztették.

## Természetföldrajz

### Földtörténeti és földtani áttekintés
A Vendvidéket a miocénben (10–25 millió éve) a Szarmata-tenger borította, mely idővel beltengerré vált. A pliocénben (5–8 millió éve) a Dunántúl területén a Pannon-beltenger hullámzott, melynek medre később kiemelkedett és szárazfölddé vált. Az újonnan kialakult hegyekről, dombokról leszaladó folyók, patakok rengeteg hordalékot, főleg kavicsot terítettek szét; így alakult ki a Vendvidék kavicsos talaja. A felszín formálásában jelentős szerepe volt az Ős-Rábának is, melynek medre a felszínmozgások során egyre keletebbre tolódott. Az Alpokból lefutó kisebb vizek (Pinka, Répce stb.) szintén irányt változtattak, és együttesen építettek hordalékkúpokat. A Vendvidéket és a kapcsolódó tájegységeket pliocénkori laza üledékes kőzetek borítják, főként kavics, agyag és homok.

### Talajviszonyok
A Vendvidék és az Őrség földjét jellemzően kavicsos, sárga és vörös agyag alkotja, ami az utak rézsűjében és a patakmedrekben is megjelenik. Az agyag a földek termőerejét nagymértékben lerontja, viszont bőséges nyersanyagot biztosít az errefelé régi hagyományokkal rendelkező fazekasságnak. Egy 19. századi feljegyzés így ír a Rábamentéről: „sovány, köves vidék”. A kavicsos-agyagos talaj kedvezőtlen vízgazdálkodású, kevés benne a humusz, amit a mikroorganizmusok és földigiliszták hiánya is jelez. Egyes területeken (az Őrségben is) jellemző a talaj erős erodáltsága, amihez nagyban hozzájárultak az egykori mezőgazdasági módszerek, főleg a bakhátas szántás, mivel a túl mély barázdákból az esővíz hamar kimosta a földet. A bakhaták nyomai az erdőkben (főleg a telepített fenyvesekben) és az egykori szántókon több helyen láthatók. A vidék földje, bármerre járunk, művelésre alig alkalmas rét vagy legelő.

### Topográfia
A Vendvidéket sűrűn behálózzák a dombsorok és patakvölgyek. A nyugatról kelet felé lejtő táj (az egész Őrség és Vendvidék) legmagasabb pontja a 413 m-es Boreča, Felsőszölnöktől délre, Borháza mellett, szlovén területen. Az országhatáron emelkedő Ezüst-hegy (Srebrni breg) 404 m magas, míg a Hármashatár (Tromejnik / Dreiländerecke) 387 m.

### Vízrajz
A terület vízfolyásai kivétel nélkül a Rába vízgyűjtőjéhez tartoznak. Természetes tó nincs errefelé, csak az apátistvánfalvi erdőben lévő „tengerszem”, amely az utóbbi időben vált szélesebb körben ismertté. Az Orfalu melletti Fekete-tó egykor természetes, nyílt állóvíz volt, mely a 19. században elláposodott. A Szentgotthárdhoz tartozó Máriaújfalu határában kialakított mesterséges tó jelentős természeti értéket képvisel.

Mesterséges vízfelületek létrehozása évszázadok óta jellemző ezen a vidéken. A ciszterciek halastavakat létesítettek a birtokaikon, hogy a böjti időszakban legyen haltáplálékuk. A jószág itatására és a földek öntözésére a vendvidéki, őrségi nép a lakóházak mellett kerített tavacskákat, ún. tókákat ásott, az esővíz és a hólé összegyűjtésére. Ezek a tókák sok helyütt ma is láthatók.

A Vendvidék igen gazdag apró forrásokban. Többségük a nyári hőségben kiszárad, de esőzések és hóolvadás után újra működnek.

## A vidék történelme
A Vendvidék történelme 1920-ig, a trianoni békeszerződésig a Muravidék történelmét is jelenti, minthogy annak egykori neve Vendvidék volt. 1920 után a Vendvidék történelme, már csak északi, szentgotthárdi régióra vonatkozik.